# Vindinge Sogn (Nyborg Kommune)
 For alternative betydninger, se Vindinge Sogn. (Se også artikler, som begynder med Vindinge Sogn)
Vindinge Sogn er et sogn i Kerteminde-Nyborg Provsti (Fyens Stift).
I 1800-tallet var Vindinge Sogn et selvstændigt pastorat. Det hørte til Vindinge Herred i Svendborg Amt. Vindinge sognekommune blev ved kommunalreformen i 1970 indlemmet i Nyborg Kommune.
I Vindinge Sogn ligger Vindinge Kirke.
I sognet findes følgende autoriserede stednavne:
- Blankenborg (bebyggelse)
- Bynkel (bebyggelse)
- Bøllevænge (bebyggelse)
- Dyrehave Huse (bebyggelse)
- Holckenhavn (ejerlav, landbrugsejendom)
- Kajbjerg Skov (areal, bebyggelse)
- Kogsbølle (bebyggelse, ejerlav)
- Lamdrup (bebyggelse, ejerlav)
- Pilshuse (bebyggelse)
- Rosilde (bebyggelse, ejerlav)
- Sulkendrup (bebyggelse, ejerlav)
- Vindinge (bebyggelse, ejerlav)